# Tracciato piatto
Con la locuzione tracciato piatto si suole indicare la mancanza di ogni rilevazione elettrografica di un organismo vivente.

Sono due i tracciati elettrografici per i quali si suole utilizzare questo termine:
- elettroencefalogramma, che valuta l'assetto elettrico dell'encefalo.
In questo caso il termine tracciato piatto non ha alcun valore scientifico né medico-legale.
- elettrocardiogramma, che valuta la conduzione elettrica del cuore.
In questo caso il tracciato piatto per 20 minuti identifica, per certo, la morte della persona.